# Lonchura nigriceps
El capuchino de lomo castaño (Lonchura nigriceps) es una especie de ave paseriforme de la familia Estrildidae propia de África oriental. Anteriormente se consideraba una subespecie del capuchino bicolor (Lonchura nigriceps).

## Distribución y hábitat
Se encuentra en el este de la República Democrática del Congo, Kenia, Malaui, Mozambique, Somalia, Sudáfrica, Suazilandia, Tanzania, Zambia y Zimbabue. 
Su hábitat corresponde a la sabana húmeda y en los bosques húmedos de las tierras bajas tropicales y subtropicales. Su estado de conservación según la Lista Roja es de bajo riesgo (LC).